# 1631 en littérature
| Années de la littérature : 1628 - 1629 - 1630 - 1631 - 1632 - 1633 - 1634    |
| Décennies de la littérature : 1600 - 1610 - 1620 - 1630 - 1640 - 1650 - 1660 |

Cet article présente les faits marquants de l'année 1631 en littérature.

## Événements
- Avril : Thomas Hobbes rentre de Paris pour devenir précepteur de William Cavendish[1].
- 30 mai : création de la Gazette, par Théophraste Renaudot, c'est le premier hebdomadaire français[2].
- 17 juillet : premier numéro imprimé connu des Nouvelles ordinaires de divers endroits, périodique publié par Jean Epstein, n° 27 probablement précédé par une gazette manuscrite[3].
- Novembre : Étienne Pascal et ses trois enfants quittent Clermont-Ferrand pour s'établir à Paris[2].

- John Milton rédige ses poèmes L'Allegro et Il Penseroso, publiés en 1645[4].
- Robert Barker et Martin Lucas, imprimeurs royaux, publient à Londres la Wicked Bible (« Bible vicieuse »), une édition de la Bible du roi Jacques où on peut lire Thou shalt commit adultery ( « Tu commettras l'adultère » )[5]. .

## Parutions
- 18 septembre : privilège du roi accordé pour l'ouvrage de Jean-Louis Guez de Balzac, Le Prince, Paris, Chez Toussainct du Bray Pierre Roccolet, et Claude Sonnius, 1631 (présentation en ligne), panégyrique en double teinte de Louis XIII de France.

- Moïse Amyraut, Traitté des religions contre ceux qui les estiment toutes indifférentes, Saumur, Claude Girard et Daniel de l'Erpinière, 1631 (présentation en ligne)
- Honorat de Bueil de Racan, Les Sept Psaumes : dédiez à madame la duchesse de Bellegarde, Paris, Toussaint Du Bray, 1631 (présentation en ligne)
- Janua linguarum reserata (« La porte ouverte des langues »),  méthode élémentaire d'apprentissage des langues de Comenius paraît en latin à Lissa[6].
- 1631 et 1635 : Les œuvres rassemblées de Jacobus Arminius sont publiées en latin à titre posthume à Francfort[7]

## Décès
- 4 février : Bartolomé Leonardo de Argensola, poète, écrivain et chroniqueur espagnol (né en 1562)
- 31 mars : John Donne, poète et prédicateur anglais, chef de file de la poésie métaphysique  (né en 1572).
- ? septembre : André Guijon, homme d'église, orateur et poète français (° novembre 1548).